# Битка при Блъд Ривър
Битката при Блъд Ривър (на африкаанс: Slag van Bloedrivier; на зулуски:iMpi yaseNcome) е битка, водена между 470 бурски фортрекери („пионери“) начело с Андрис Преториус и 15 000 – 21 000 зулуски нападатели на брега на р. Нкоме на 16 декември 1838 г. в днешен Квазулу-Натал, Южна Африка.
Убити са 3000 от нападателите на крал Дингане, включително 2 зулуски принцове, съперничащи на принц Мпанде за зулуския престол. Трима командоси фортркери са леко ранени, включително самият Преториус.